# Ngày ta đã yêu
Ngày ta đã yêu (tiếng Anh: We Live in Time) là một bộ phim điện ảnh Anh – Pháp thuộc thể loại lãng mạn – chính kịch ra mắt vào năm 2024 do John Crowley làm đạo diễn và Nick Payne chắp bút viết kịch bản. Với sự tham gia diễn xuất của hai diễn viên chính là Andrew Garfield và Florence Pugh, tác phẩm theo chân chuyện tình lãng mạn của Tobias Durand và Almut Brühl trong suốt quãng đời họ bên nhau.
Ngày ta đã yêu có buổi ra mắt tại liên hoan phim quốc tế Toronto vào ngày 6 tháng 9 năm 2024, sau đó tác phẩm được A24 phát hành tại Mỹ vào ngày 11 tháng 10 năm 2024, cũng như được StudioCanal phát hành tại Việt Nam vào ngày 15 tháng 11 năm 2024 và tại Anh lẫn Pháp vào ngày 1 tháng 1 năm 2025. Sau khi ra mắt, tác phẩm nhận về những lời khen ngợi từ giới chuyên môn.

## Nội dung
Tobias Durand là một nhân viên đại diện của công ty Weetabix, khi đang ra ngoài mua bút để ký giấy ly hôn của vợ thì anh bị ô tô của Almut Brühl – một cựu vận động viên trượt băng nghệ thuật chuyển sang làm đầu bếp chuyên về ẩm thực Bavaria – đâm trúng. Tại bệnh viện, Almut mời Tobias và vợ anh dùng bữa tại nhà hàng của cô, nhưng Tobias không tiết lộ chuyện ly hôn. Tobias ly thân vợ rồi đến nhà hàng một mình và nói cho Almut biết về việc này, sau đó cả hai người đến căn hộ của Almut sau bữa tối và bắt đầu quan hệ tình cảm với nhau. Ngày hôm sau, Almut nấu ăn cho Tobias và chỉ cho cậu cách đập trứng, rồi họ chuyển đến sống cùng nhau ngay sau đó.
Nhiều tháng sau, Almut tiết lộ rằng cô không thực sự muốn có con, trong khi Tobias bày tỏ với Almut mong muốn một ngày nào đó có thể lập gia đình với cô vì anh đã bắt đầu yêu cô. Nhưng điều này cũng không thể làm thay đổi lập trường của Almut, khiến Tobias bỏ đi mà không nói một lời. Sau đó, Tobias đến thăm Almut tại một bữa tiệc mừng sinh em bé của một đồng nghiệp của cô và bắt đầu xin lỗi Almut vì sự vô cảm của mình, song đồng thời cũng chỉ trích cách hành xử có phần cọc cằn của cô. Anh lại một lần nữa bày tỏ tình yêu của mình với cô và hai người sau đó đã làm lành với nhau.
Một ngày nọ, Almut đi khám bác sĩ và phát hiện mình bị mắc ung thư buồng trứng, cô giải thích với Tobias rằng bác sĩ phụ khoa khuyên cô nên cắt bỏ một phần hoặc toàn bộ tử cung. Tobias đành lòng chấp nhận việc Almut cắt bỏ toàn bộ tử cung, song cô quyết định chỉ cắt bỏ một phần tử cung để duy trì khả năng sinh con tự nhiên trong tương lai. Sau khi điều trị, bệnh ung thư của cô thuyên giảm. Cuối cùng, qua nhiều lần cố gắng, Almut cũng đã có bầu. Một hôm, Tobias đưa Almut đến bệnh viện để kiểm tra trước khi sinh nhưng rồi bị trả về nhà vì cổ tử cung của cô chưa giãn nở đủ. Đêm hôm đó, Almut bất ngờ chuyển dạ và hạ sinh một bé gái tên Ella trong phòng vệ sinh của một trạm xăng sau khi xe của cô và Tobias bị kẹt trên đường trở về.
Ba năm sau, Almut là bếp trưởng của một nhà hàng cao cấp và chuyển đến một trang trại nhỏ cùng Tobias và con gái. Cô đi khám bác sĩ vì lại bắt đầu cảm thấy đau ở thắt lưng và bị chẩn đoán tái phát ung thư giai đoạn ba. Bác sĩ khuyên Almut nên bắt đầu hóa trị càng sớm càng tốt trước khi có thể thực hiện phẫu thuật cắt bỏ khối u, nhưng không thể đảm bảo tiên lượng tốt. Almut không muốn tiếp tục điều trị và nói với Tobias rằng cô muốn sống hết mình trong quãng thời gian còn lại thay vì sống vật vờ, yếu ớt trong suốt mười hai tháng mà phác đồ hóa trị không thành công. Hai người giải thích bệnh tình của Almut cho con gái. Tobias cầu hôn Almut và cô quyết định đi điều trị.
Cùng thời điểm bị chẩn đoán tái phát ung thư, Almut được đồng nghiệp Simon mời tham gia cuộc thi nấu ăn danh giá Bocuse d'Or. Cô đồng ý tham gia cuộc thi, mặc dù cô biết rằng quá trình tập luyện của mình sẽ mâu thuẫn với phác đồ điều trị, cũng như đám cưới của cô và Tobias. Almut và phụ bếp Jade lọt vào vòng chung kết diễn ra tại Ý vào đúng ngày dự kiến tổ chức đám cưới của Almut và Tobias. Sau khi bác sĩ thông báo với Almut và Tobias rằng căn bệnh ung thư của Almut không hề thuyên giảm, Almut bắt đầu bí mật tập luyện cho vòng chung kết. Tobias phát hiện ra điều này và trách mắng cô bỏ bê anh và con gái, nhưng Almut phân trần rằng cô muốn sống trong lòng con gái như một đầu bếp tài năng, thay vì chỉ là một bệnh nhân ung thư. Tobias cuối cùng cũng hủy bỏ đám cưới và chấp nhận Almut tiếp tục luyện tập cho vòng chung kết.
Hôm sau, Tobias và Ella đến cổ vũ Almut ở vòng chung kết. Vào giờ chót quyết định, Almut bắt đầu loạng choạng trong lúc bày món ăn cuối cùng, song Jade đã giúp cô hoàn thành kịp món ăn trước khi hết giờ. Almut tận hưởng khoảnh khắc rồi quyết định dẫn Tobias và Ella đi trượt băng, điều mà Almut đã bỏ sau khi cha cô qua đời. Một thời gian sau, Almut đã qua đời vì ung thư. Tobias đang nuôi một con chó để giúp Ella vượt qua cái chết của Almut theo di nguyện của cô. Tobias và Ella trở về nhà sau khi thăm chuồng gà trong vườn và Tobias dạy Ella cách đập trứng, giống như cách mà Almut đã dạy anh.

## Diễn viên
- Andrew Garfield trong vai Tobias
- Florence Pugh trong vai Almut
- Grace Delaney trong vai Ella
- Lee Braithwaite trong vai Jade
- Aoife Hinds trong vai Skye
- Adam James trong vai Simon Maxson
- Douglas Hodge trong vai Reginald
- Amy Morgan trong vai Leah
- Niamh Cusack trong vai Sylvia
- Lucy Briers trong vai Kerri Weaver
- Robert Boulter trong vai Hernandez
- Nikhil Parmar trong vai Sanjay
- Kerry Godliman trong vai Jane
- Heather Craney trong vai Buffy Jones
- Marama Corlett trong vai Adrienne Duvall

## Sản xuất
Nick Payne bắt đầu phát triển kịch bản của Ngày ta đã yêu cùng với StudioCanal, trong khi Benedict Cumberbatch đảm nhận vị trí giám đốc sản xuất của bộ phim.
Andrew Garfield và Florence Pugh được công bố đóng vai chính trong Ngày ta đã yêu ngay sau khi Garfield và Pugh trao giải thưởng tại giải Oscar lần thứ 95. Bộ phim bắt đầu ghi hình ở Luân Đôn vào tháng 4 năm 2023, với dàn diễn viên và đoàn làm phim có mặt tại Herne Hill. Cuối tháng 4 năm 2023, đoàn làm phim được phát hiện đang ghi hình tại siêu thị Co-op ở Blackfen.

### Nhạc phim
Bryce Dessner là người đảm nhận vị trí soạn nhạc phim, trong khi Romy và Sampha thể hiện bài hát xuất hiện trên danh đề của phim, "I'm on Your Team".
Những bài hát khác bao gồm:
- "Is It a Sin"
  - Lời: Al Hazan
  - Thực hiện: Allie Hazan
- "I Dare You"
  - Lời: Jamie XX, Oliver Sim và Romy Madley-Croft
  - Thực hiện: The xx
- "King"
  - Lời: Mikey Goldsworthy, Mark Ralph, Andrew Smith, Olly Alexander và Emre Turkmen
- "I'm on Your Team"
  - Thực hiện: Romy và Sampha
- "Golden Days"
  - Lời: Chris Brain

## Phát hành
Tháng 5 năm 2023, A24 mua bản quyền phát hành Ngày ta đã yêu tại Mỹ. StudioCanal phát hành bộ phim tại Pháp, Anh, Đức, Ba Lan, Benelux, Úc và New Zealand. Một cảnh quay của bộ phim cho thấy hai diễn viên chính chơi vòng quay ngựa gỗ trở thành một meme Internet do sự xuất hiện của "một con ngựa gỗ xấu xí" trong khung hình.
Ngày ta đã yêu được công chiếu tại liên hoan phim quốc tế Toronto vào ngày 6 tháng 9 năm 2024. Tại châu Âu, bộ phim được trình chiếu tại buổi bế mạc vòng tuyển chọn chính thức của Liên hoan phim quốc tế San Sebastián lần thứ 72, nhưng không đăng ký tham dự cuộc thi. Ở Hoa Kỳ, bộ phim được phát hành có giới hạn vào ngày 11 tháng 10 năm 2024 và phát hành rộng rãi từ ngày 18 tháng 10 năm 2024. Bộ phim được phát hành tại Việt Nam vào ngày 15 tháng 11 năm 2024, tại Anh, Ireland và Pháp vào ngày 1 tháng 1 năm 2025, và tại Tây Ban Nha vào ngày 3 tháng 1 năm 2025.

## Đón nhận

### Doanh thu phòng vé
Sau buổi công chiếu tại rạp, Ngày ta đã yêu đã thu về 24,7 triệu USD tại thị trường Mỹ và Canada, và 32,4 triệu USD tại những thị trường khác, qua đó nâng mức tổng doanh thu toàn cầu là 57,5 triệu USD.

### Đánh giá chuyên môn
Trên hệ thống tổng hợp kết quả đánh giá Rotten Tomatoes, tác phẩm nhận 79% lượng đồng thuận dựa trên 220 bài đánh giá, đạt điểm trung bình 7/10. Các chuyên gia của trang web nhất trí rằng: "Sự kết hợp ăn ý giữa Andrew Garfield và Florence Pugh sẽ chiếm trọn trước khi làm tan vỡ trái tim khán giả trong Ngày ta đã yêu, một bộ phim tâm lý lãng mạn đầy mạnh mẽ khi sử dụng cấu trúc kể chuyện phi tuyến tính để khám phá nỗi đau một cách sâu sắc". Trên chuyên trang Metacritic, tác phẩm giành số điểm trung bình là 58/100, dựa theo 38 phê bình gia, cho thấy giới chuyên môn đều dành những lời nhận xét "trái chiều hoặc trung bình". Khảo sát khán giả từ trang PostTrak cho biết tác phẩm có tổng điểm tích cực chiếm 83%, với 63% là những lời "khuyến nghị nên xem".
Benjamin Lee của tờ báo The Guardian chấm bộ phim 4/5 sao, viết rằng "Tôi thấy bộ phim có bản chất hoài cổ vô cùng quyến rũ, một bộ phim tình cảm lãng mạn sâu sắc, biết chính xác cách khiến chúng ta vừa ngất ngây vừa bùi ngùi. Tôi hy vọng sẽ có thời gian cho nhiều bộ phim như thế này nữa." Trong bài đánh giá cho tờ báo The New York Times, Manohla Dargis khen ngợi nhân vật Almut và diễn xuất của Pugh nhưng cho rằng bộ phim chỉ "ra vẻ hiện đại".
Trong bài bình luận cho The AV Club, Brianna Zigler cho rằng bộ phim là một tác phẩm "thiếu sáng tạo và lạc hậu một cách kỳ lạ", cho rằng diễn xuất của Garfield và Pugh mặc dù "dễ thương và ngọt ngào" nhưng cũng "gầy gò" và "nhàm chán", chỉ trích mối quan hệ giữa hai nhân vật là không thuyết phục và cảm thấy rằng quyết định của Almut về việc điều trị ung thư và sinh con là không hợp lý. Trong bài đánh giá cho tạp chí Variety, Peter Debrugge cho rằng trình tự sắp xếp các cảnh phim không hợp lý và khiến cho cốt truyện phi tuyến tính trở nên khó hiểu. Glenn Whipp của tờ Los Angeles Times cũng có đánh giá tương tự về trình tự các cảnh quay, cho rằng lối kể chuyện phi tuyến tính của bộ phim khiến khán giả không kết nối được với hai nhân vật chính, mặc dù ông khen ngợi diễn xuất của Pugh và Garfield.